# Presidente Dutra (kommun i Brasilien, Maranhão, lat -5,30, long -44,51)
Presidente Dutra är en kommun i Brasilien.   Den ligger i delstaten Maranhão, i den östra delen av landet, 1 200 km norr om huvudstaden Brasília. Antalet invånare är 44 719.
Följande samhällen finns i Presidente Dutra:
- Presidente Dutra

Omgivningarna runt Presidente Dutra är huvudsakligen savann. Runt Presidente Dutra är det ganska tätbefolkat, med 52 invånare per kvadratkilometer.